# آناماریا مارینکا
آناماریا مارینکا (انگلیسی: Anamaria Marinca؛ زادهٔ ۱ آوریل ۱۹۷۸) یک هنرپیشه اهل رومانی است. او اولین بازی خود را با فیلم ترافیک جنسی در کانال ۴ (بریتانیا) انجام داد که برای آن جایزه تلویزیون آکادمی بریتانیا را برای بهترین بازیگر زن دریافت کرد. مارینکا همچنین برای بازی در چهار ماه، سه هفته و دو روز شناخته می‌شود و جوایز متعددی را برای بازی خود به دست آورد و نامزد جایزه فیلم اروپا برای بهترین بازیگر زن، جایزه حلقه منتقدان فیلم لندن برای بهترین بازیگر زن سال، فیلم لس آنجلس شد. جایزه انجمن منتقدان برای بهترین بازیگر زن و جایزه انجمن ملی منتقدان فیلم برای بهترین بازیگر زن. در سال ۲۰۰۸، در پنجاه و هشتمین جشنواره بین‌المللی فیلم برلین، جایزه ستاره‌های تیراندازی توسط پروموشن فیلم اروپا به او اهدا شد.
از فیلم‌ها یا برنامه‌های تلویزیونی که وی در آن نقش داشته است، می‌توان به چهار ماه، سه هفته و دو روز، پنج دقیقه از بهشت، کنتس، طوفان، خشم، دختری با تمام موهبت‌ها، عیاشی و خانه‌داری برای مبتدیان اشاره کرد.